# گزنده‌دار سپردار
گزنده‌دار سپردار (نام علمی: Dendrocnide peltata) نام یک گونه از سرده گزنده‌دار است.